# Will Turner
Will Turner er en fiktiv person i Pirates of the Caribbean-serien. Han spilles af Orlando Bloom.

## Fiktiv biografi
Will Turner (William Turner Jr.) er søn af Bootstrap Bill Turner, en pirat og gammel ven af Jack Sparrow. Hans far forlod både ham og hans mor da han var lille, og sendte senere en medaljon af guld til Will. Medaljonen havde Bill stjålet fra Cortez' forbandede kiste, og havde sendt den til Will fordi han mente, at Barbossa og de andre på The Black Pearl havde fortjent at forblive forbandede.
 
Efter sin mors død drog Will ud i verden for at finde sin far, som han ikke vidste var pirat. Undervejs blev hans skib angrebet, og han blev reddet af James Norrington og de andre på flådens skib. Her mødte han Elizabeth Swann, som stjal hans medaljon i frygten for, at Will var pirat. 
 Will kommer i lære som smed, og gennem alle årene holder han sin kærlighed til Elizabeth hemmelig.
I Pirates of the Caribbean: Den Sorte Forbandelse dukker Jack op i Port Royal. Will beder Jack om hjælp efter at Elizabeth er blevet kidnappet af Barbossa. Sammen lykkedes det dem at befrie Elizabeth, og da Jack til sidst skal hænges, hjælper Will ham. Will bliver forlovet med Elizabeth. 
Men meget venskab er der ikke mellem Jack og Will, da Will i Pirates of the Caribbean: Død Mands Kiste fortæller Cutler Beckett, at Jack er mere en bekendt end en ven. Will har aldrig brudt sig om pirater, men han endte selv med at blive en. Gennem hele anden del af serien viser Will stor mistillid til Jack, men alligevel er han villig til at hente ham tilbage fra de dødes rige. 